# 鳥中毒撲滅協会
『鳥中毒撲滅協会』（原題：Birds Anonymous、1957年8月10日）は、アメリカの映画会社・ワーナー・ブラザースの短編アニメシリーズ。メリー・メロディーズ作品。第30回アカデミー賞短編アニメ部門受賞作品。
旧日本語吹き替え版（ぶっちぎりステージ）においての邦題は『小鳥が大好き？』。

## あらすじ
猫のシルベスターは誰にも見つからないように家のカーテンやブラインドを閉めてトゥイーティーをこっそり食べようとすると、ある猫に引き止められる。その猫はトゥイーティーをカゴに戻すようシルベスターに言いかけ、おもむろに話す。「自己を破滅へと導くだけですから。1羽だけと手を染めれば知らぬ間に2羽、3羽とのめりこんでしまうのです。そうなれば被害者はあなたの方になります。」とシルベスターに名刺を渡す。それには鳥中毒撲滅協会と書かれていた。
早速シルベスターはその集会の本部へと行き、集まっていた猫の克服体験を聞いて自分も心がけるようになった。ところが家に戻ってテレビやラジオをつけるもどれも鳥の内容ばかり。ついには我を忘れて食べようとすればその猫に引き止められ、ついに辛抱できなくなってしまい泣き伏せる。それを見た猫は、「開き直りは良くない。猫だって鳥と仲良くなれる」とトゥイーティーを手に乗せキスをすると、態度が一変しいきなりトゥイーティーを食べようとしたので、シルベスターはそれを止めようとした。これにはさすがのトゥイーティーも「だから言っただろ？悪い猫たんはいつだって悪い猫たんなの」と呆れていた。

## キャスト
| キャラクター                       | 原語版         | 旧日本語吹き替え版（ぶっちぎりステージ） | 新日本語吹き替え版（バッグス・バニー ショー） |
| ---------------------------------- | -------------- | ---------------------------------------- | --------------------------------------------- |
| トゥイーティー                     | メル・ブランク | 土井美加                                 | こおろぎさとみ                                |
| シルベスター・キャット             | メル・ブランク | 江原正士                                 | 江原正士                                      |
| 猫（恐らく協会の会長と思われる。） | メル・ブランク | 牛山茂                                   | 長島雄一                                      |
| ナレーション                       | -              | 兼本新吾                                 | 梅津秀行                                      |

## スタッフ
- 監督：フリッツ・フレレング
- プロデューサー：エディ・セルツァー
- 脚本：ウォーレン・フォスター
- 原画：アーサー・デイヴィス（アート・デイヴィス名義）、バーギル・ロス、ジェリー・チャイニクィー
- レイアウト：ホーリー・プラット
- 背景：バジル・デビドウィッチ
- フィルム制作：トレッグ・ブラウン
- キャスト：メル・ブランク
- 音楽：ミルト・フランクリン

## 備考
- この作品はトゥイーティーがアカデミーを受賞した作品としては2度目で、1947年の「部屋の中で大バトル（英語版）」より10年振りとなる。因みにこの作品にはシルベスターも登場していた。
- また、シルベスターは第28回受賞作品の『チーズはいただき』にも登場しているため、ルーニー・テューンズのキャラとしては最多の受賞キャラクターでもある。